# Faro de Malaca
El Faro de Malaca es un faro inactivo en la ciudad de Malaca, en el estado de Malaca, al oeste de Malasia. 
Instalado durante el dominio británico en Malaca, el faro fue terminado en 1849 como un faro adicional para los buques que viajaban a lo largo del Estrecho de Malaca. 
El faro es también notable por su ubicación dentro de la antigua ciudad portuaria de Malaca, en lo alto la colina de San Pablo en el lado sur del puerto y en frente a las ruinas de la iglesia de San Pablo. El faro fue finalmente desactivado, su funcionalidad disminuyó aún más cuando el puerto de Malaca fue aumentado con tierras ganadas al mar durante finales del siglo XX. El edificio es ahora parte de la colección de las atracciones turísticas de la ciudad de Malaca.